# Атлантик Хајландс (Њу Џерзи)
Атлантик Хајландс (енгл. Atlantic Highlands) град је у америчкој савезној држави Њу Џерзи.

## Демографија
По попису из 2010. године број становника је 4.385, што је 320 (-6,8%) становника мање него 2000. године.
| Група             | 2000.         | 2010.         |
| Белци             | 4.332 (92,1%) | 3.937 (89,8%) |
| Афроамериканци    | 108 (2,3%)    | 63 (1,4%)     |
| Азијати           | 58 (1,2%)     | 95 (2,2%)     |
| Хиспаноамериканци | 165 (3,5%)    | 225 (5,1%)    |
| Укупно            | 4.705         | 4.385         |